# Inal Walikojewitsch Tassojew
Inal Walikojewitsch Tassojew (russisch Инал Валикоевич Тасоев; * 5. Februar 1998) ist ein russischer Judoka. Er war 2019 Zweiter der Europameisterschaften im Schwergewicht, 2021 und 2024 gewann er den Titel.

## Karriere
Inal Tassojew war 2015 Kadetten-Europameister. Bei den Kadetten-Weltmeisterschaften belegte er 2015 den zweiten Platz hinter seinem Landsmann Kemal Kaitow. Im Dezember 2017 wurde Tassojew Junioren-Europameister, einen Monat später siegte er auch bei den Junioren-Weltmeisterschaften.
2018 gewann Tassojew das Grand-Slam-Turnier in Abu Dhabi, wobei er im Finale den Tschechen Lukáš Krpálek bezwang. Anfang 2019 erreichte Tassojew das Finale beim Grand-Slam-Turnier in Düsseldorf und unterlag dann dem Japaner Hisayoshi Harasawa. Im Juni 2019 fanden in Minsk die Europaspiele 2019 satt, in deren Rahmen auch die Europameisterschaften im Judo ausgetragen wurden. Im Einzelwettbewerb traf Tassojew im Finale auf den Georgier Guram Tuschischwili und verlor. Im Mixed-Wettbewerb standen sich im Finale die russische Mannschaft und die Portugiesen gegenüber. Tassojew besiegte im Finale Jorge Fonseca und die russische Mannschaft gewann die Goldmedaille. Bei den Weltmeisterschaften in Tokio schied Tassojew in seinem zweiten Kampf gegen den Niederländer Roy Meyer aus. Im Oktober 2019 siegte Tassojew bei den Militärweltspielen. Einen Monat später gewann er den Titel beim Grand-Slam-Turnier in Osaka, wobei er in den letzten drei Runden mit Kokoro Kageura im Viertelfinale, Daigo Kagawa im Halbfinale und mit Hyōga Ōta im Finale drei Japaner bezwang. Anfang 2020 belegte er den dritten Platz beim Grand-Slam-Turnier in Paris. Nach einer längeren Wettkampfpause wegen der COVID-19-Pandemie siegte Tassojew im Oktober 2020 beim Grand-Slam-Turnier in Budapest. Einen Monat danach erreichte er mit einem Sieg über Guram Tuschischwili das Finale bei den Europameisterschaften 2020 in Prag. Im Finale unterlag er seinem Landsmann Tamerlan Baschajew. Im Jahr darauf siegte er im Finale der Europameisterschaften in Lissabon gegen den Niederländer Henk Grol.
Nach dem russischen Überfall auf die Ukraine wurden die russischen Sportler von vielen internationalen Veranstaltungen ausgeschlossen. Bei den Weltmeisterschaften 2023 in Doha waren russische Sportler am Start. Tassojew erreichte das Finale und erhielt zunächst die Silbermedaille hinter Teddy Riner. Einen Monat später wurde einem Protest stattgegeben und Inal Tassojew ebenfalls zum Sieger erklärt. 2024 gewann Tassojew im Finale der Europameisterschaften in Zagreb gegen Guram Tuschischwili.